# Politisk organisation
En politisk organisation är en organisation av fysiska eller juridiska personer som strävar efter inflytande inom eller makt över en samhällelig administrativ enhet på internationell, nationell, regional eller lokal nivå, eller som strävar efter att etablera en sådan administrativ enhet.
Politiska organisationer strävar efter att forma en organisation baserad på en ideologi. Grundläggande för dessa ideologier är hur ägandet ska vara organiserat och hur stor statens inflytande skall vara.